# Флойд Джонс
Флойд Джонс (англ. Floyd Jones; 21 липня 1917, Маріанна, Арканзас — 19 грудня 1989, Чикаго, Іллінойс) — американський блюзовий співак і гітарист.

## Біографія
Народився 21 липня 1917 року в Маріанні, штат Арканзас. Його матір померла, коли він ще був хлопчиком (за його спогадами, вона добре грала на фортепіано). Зростав у північному регіоні дельти Міссісіпі, куди він переїхав з батьков, який працював лісорубом. Там зустрів з Чарлі Паттона, який був колегою його батька і упродовж декількох років познайовився з відомими блюзовими музикантами, а саме Томмі Джонсоном, Робертом Джонсоном, Біг Боєм Крудапом та ін. На початку 1930-х почав грати на гітарі; став подорожувати і виступати по штатам і зокрема в Арканзасі; часто його партнером був Хаулін Вульф.
У 1945 році переїхав до Чикаго, де почав виступати на Максвелл-стріт за чайові зі своїм кузеном Муді Джонсом, Снукі Прайором і Бебі Фейс Лероєм Фостером; пізніше працював з Саннілендом Слімом та Літтл Волтером Джейкобсом. Перший запис зробив у 1947 році зі Снукі Прайором для невеликого лейблу Marvel; потім у 1949 році з Саннілендом Слімом для лейблу Tempo-Tone (де він записав «Hard Times», однак записи вийшли під ім'ям Сліма). У 1951 році в якості соліста записав класичну «Dark Road» на лейблі J.O.B., а також «On the Road Again», «Big World» і «Skinny Mama». Через рік перезаписав «Dark Road» і «Big World» на Chess і записав сесію у 1952 році, в результаті якої вийшли дві пісні. У 1954 році записав чотири пісні на Vee-Jay.
У 1960-х продовжив виступати у чиказьких клубах, почав використовувати електричний бас; також деякий час працював оператором вантажопідйомника. У 1966 році в складі гурту Джонні Шайнса взяв участь у записі його альбому Chicago/The Blues/Today! Vol. 3 (на якому Джонс грає на електричному басу). Того ж року для лейблу Testament записав альбом Masters of Modern Blues Volume 3 (спільно з Едді Тейлором на стороні В), спродюсований Пітом Велдінгом.
У 1970-х грав у клубах та на Максвелл-стріт. У 1979 році взяв участь у сесії Old Friends на лейблі Earwig Records за участі Санніленда Сліма, Ханібоя Едвардса, Біг Волтера Гортона і Канзас-Сіті Реда. В останні роки свого життя дуже рідко виступав, в основному через проблеми зі здоров'ям.
Помер 19 грудня 1989 року в Чикаго у віці 72 років від серцевої недостатності.

## Дискографія

### Альбоми
- Masters of Modern Blues Volume 3 (Testament , 1966) з Едді Тейлором (сторона В)

### Сингли
- «Big World»/«Dark Road» (J.O.B., 1951)
- «Dark Road»/«Big World» (Chess, 1952)
- «You Can't Live Long»/«Early Morning» (Chess, 1952)
- «On the Road Again»/«Skinny Mama» (J.O.B., 1953)
- «School Days on My Mind»/«Ain't Times Hard» (Vee-Jay, 1954)
- «Floyd's Blue»/«Any Old Lonesome Day» (Vee-Jay, 1954)